# Хименес, Лейтон
Ле́йтон Химе́нес Роме́ро (исп. Leiton Jiménez Romero; 26 апреля 1989, Хурадо, Чоко, Колумбия) — колумбийский футболист, защитник известны по выступлениям за клубы «Атлас», «Веракрус» и «Индепендьенте Медельин».

## Клубная карьера
Хименес начал профессиональную карьеру в клубе «Индепендьенте Медельин». 20 февраля 2009 года в матче против «Реал Картахена» он дебютировал в Кубке Мустанга. В своём первом сезоне Лейтон стал чемпионом страны. 12 марта 2012 года в поединке против «Атлетико Насьональ» он сделал «дубль», забив свои первые голы за команду.
Летом того же года Лейтон перешёл в мексиканский «Чьяпас». В матче против «Сантос Лагуна» он дебютировал в мексиканской Примере. 20 октября в матче против «Пуэблы» Хименес забил свой первый гол за «Чьяпас».
Летом 2013 года Лейтон перешёл в «Веракрус». 18 августа в матче против «Керетаро» он дебютировал за новый клуб. 10 января 2015 года в поединке против «Сантос Лагуна» Хименес сделал «дубль», забив свои первые голы за «акул». Летом того же года Лейтон перешёл в «Тихуану». 26 июля в матче против «Пачуки» он дебютировал за новую команду.
Летом 2016 года Хименес присоединился к «Атласу». 17 июля в матче против «Толуки» он дебютировал за новый клуб.

## Достижения
«Индепендьенте Медельин»
- Чемпионат Колумбии по футболу — Финалисасьон 2009